# Буїнськ
Буї́нськ (рос. Буинск, тат. Буа) — місто в Росії, адміністративний центр Буїнського району Республіки Татарстан. День міста відзначається 30 серпня.
Буїнськ розташований на лівому березі річки Карли трохи вище за місце впадання її в Свіягу, в 137 км від Казані і в 80 км від Ульяновська.